# Cha Quan
Chaquan is een heel oude en populaire vorm van vechtsport in China. Het betreft hier een Noord-Chinese stijl die zijn ontstaan kan situeren rond het ontstaan van Shaolin. De stijl is gebaseerd op snelle soepele bewegingen onderbroken door plotselinge stops en vaste, stilstaande houdingen. Beoefenaars zouden de éne keer bewegen als de wind en dan weer aan de grond zijn vastgenageld.

## Geschiedenis
Gedurende de Tang-dynastie (618 – 907) werd er door de keizer een expeditie gestuurd naar het oosten om buitenlandse troepen te verjagen. Toen de expeditie de provincie Shan Dong bereikte moest een jonge moslim generaal achterblijven om te herstellen van zijn verwondingen. Zijn naam was Hua Zong Qi. Toen hij was hersteld was hij de dorpelingen héél dankbaar voor hun zorgen en hij besloot deze dorpelingen zijn krijgskunst te leren. Hij noemde deze methode Jianzi quan. Veel mensen werden zijn volgelingen door zijn capaciteiten als Wu Shu beoefenaar en zijn ernstige manier van les geven. Na een tijd werden de klassen zo groot dat hij een van zijn gevorderde studenten liet overkomen uit zijn geboortestad. Zijn naam was Cha Yuan Yi. Hij was ook een goede beoefenaar maar hij legde de nadruk van zijn oefeningen op andere zaken. Cha’s versie werd Xiao Jia Quan genoemd. Zijn versie had meer snelle en compacte bewegingen.
De twee versies werden aangeleerd als één stijl maar na een tijd werd de naam Jianzi quan veranderd naar Cha-hua boksen. De hua-versie had vier routines die bestonden uit lange bewegingen en gemene beweginkjes.
De cha versie heeft 10 vormen die variëren van lengte en complexiteit:
- Mu zi (moeder en zoon);
- Xing shou (parallel handbeweging);
- Fei Jiao (vliegende voet);
- Sun Bin (rijzende horizon / naam van bekende generaal Sun Bin);
- Quan Dong (oostpoort);
- Mai fu (tijger in hinderlaag lokken);
- Mai fa (pruimenbloem);
- Lian wuan (continu);
- Long bai wai (schud draak zijn staart);
- Chuan quan (verticale vuist).

Gedurende de Qing-dynastie onder Qian Long (1736-1795) werd de Cha-huastijl verdeeld in drie stijlen. De Zhang-stijl is snel, bewegelijk en compact. De Yang-stijl gebruikt veel rechte houdingen, is elegant en sierlijk in de uitvoering.  De Li-stijl is krachtig, continu en direct.